# Giovanni di Scozia
John II de Balliol, più comunemente noto come John Balliol (1250 circa – Piccardia, tra il 1313 e il 1315), è stato re di Scozia col nome regale di Giovanni dal 1292 al 1296.
Discendente del casato dei Dunkeld tramite un ramo collaterale, fino al 1290 rimase una figura marginale della politica scozzese, ma all'estinzione della dinastia reale si inserì tra i numerosi pretendenti al trono di Scozia. Riuscì a trionfare nella contesa nota come Grande causa grazie al sostegno di re Edoardo I d'Inghilterra, di cui era parente e vassallo, circostanza che lo pose in contrapposizione con il clan Bruce, anch'esso pretendente alla corona.
Proclamato re di Scozia nel 1292, durante i successivi quattro anni esercitò solo un debole controllo sul reame. Continuamente vessato dalle richieste di Edoardo I, che già considerava la Scozia alla stregua di un dominio personale, decise infine di ribellarglisi, facendo scoppiare la prima guerra d'indipendenza scozzese, che avrebbe insanguinato le isole britanniche per i successivi trent'anni. Giovanni di Scozia partecipò solo alla fase iniziale del conflitto, poiché dopo la disfatta scozzese a Dunbar venne deposto dagli Inglesi ed esiliato in Francia, dove morì molti anni più tardi senza aver più riottenuto il trono.
Nonostante il breve regno, la sua condotta influenzò profondamente la storia scozzese, favorendo l'ascesa di Robert Bruce e il fallimento delle mire inglesi sulla Scozia, così come la nascita della storica alleanza militare con la Francia nota come Auld Alliance. Suo figlio Edoardo raccolse la sua eredità e, sostenuto dagli Inglesi, fu a sua volta pretendente al trono durante la seconda guerra d'indipendenza scozzese.

## Biografia

Stemma del clan Balliol

Nonostante il ruolo cruciale svolto nella politica scozzese del tardo XIII secolo, i dettagli sulla vita di Balliol prima e dopo il suo breve regno sono assai fumosi. La maggior parte delle notizie che lo riguarda considera solo la sua vita tra il 1290 e il 1296, ovvero dall'inizio della sua pretesa regale fino alla sua caduta nelle mani degli Inglesi.
Questa situazione in realtà è molto comune tra i nobili medievali, soprattutto quelli minori (come Balliol prima della sua ascesa), di cui mancano spesso anche informazioni basilari come date di nascita e morte. Nel caso specifico di Balliol tuttavia, è stato anche ipotizzato che ciò sia derivato da una sorta di damnatio memoriae messa in atto da parte degli autori scozzesi vissuti durante le successive dinastie regnanti in Scozia, che hanno generalmente espresso su di lui un'opinione negativa.

### Origini

#### Famiglia
John Balliol nacque a cavallo della metà del XIII secolo, ma l'anno esatto rimane sconosciuto; lo storico Richard Oram azzarda come anno il 1249 e ipotizza l'Inghilterra come luogo di nascita, ma su questo non c'è certezza. I suoi genitori erano il cavaliere John de Balliol, un nobile inglese con vasti possedimenti nel regno di Scozia, e Dervorguilla di Galloway, figlia del potente signore feudale Alan di Galloway e padrona dell'omonima regione. Aveva numerosi fratelli, ma non è certo se John fosse il primogenito oppure un figlio minore.
Il clan Balliol era una famiglia molto ricca, che nel corso del tempo, tramite abili matrimoni combinati, era riuscita ad accumulare grandi quantità di beni e terre, distribuiti tra Inghilterra, Scozia e Francia. A differenza di molti altri nobili normanni, i Balliol erano riusciti a mantenere intatti attraverso le varie guerre anglo-francesi i loro possedimenti originari sul continente, che visitavano spesso, mantenendo quindi buoni rapporti con la monarchia di Parigi.
L'ascendenza di John Balliol era quindi estremamente composita: mentre gli antenati paterni erano signorotti normanni anglo-francesi d'importanza tutto sommato marginale, gli avi materni erano invece di sangue reale. La madre Dervorguilla discendeva infatti da Davide di Huntingdon, a sua volta nipote di re Davide I di Scozia, e poteva quindi vantare una parentela col casato dei Dunkeld, allora regnante.

#### Primi anni
Le attività di Balliol durante i primi decenni di vita sono praticamente ignote. Con tutta probabilità venne educato per una carriera ecclesiastica, ma la morte dei fratelli maggiori lo fece assurgere entro il 1278 ad una dimensione politica inaspettata. Proprio la mancanza di una vera educazione politica e militare sarebbe stata determinante per il suo futuro da sovrano (anche se possedendo alcuni feudi in Inghilterra è quasi certo che dovesse combattere al servizio del monarca inglese). La sua probabile educazione ecclesiastica spiegherebbe anche i suoi ottimi rapporti con la diocesi di Durham, nella quale si sarebbe formato imparando anche a leggere e scrivere in latino.

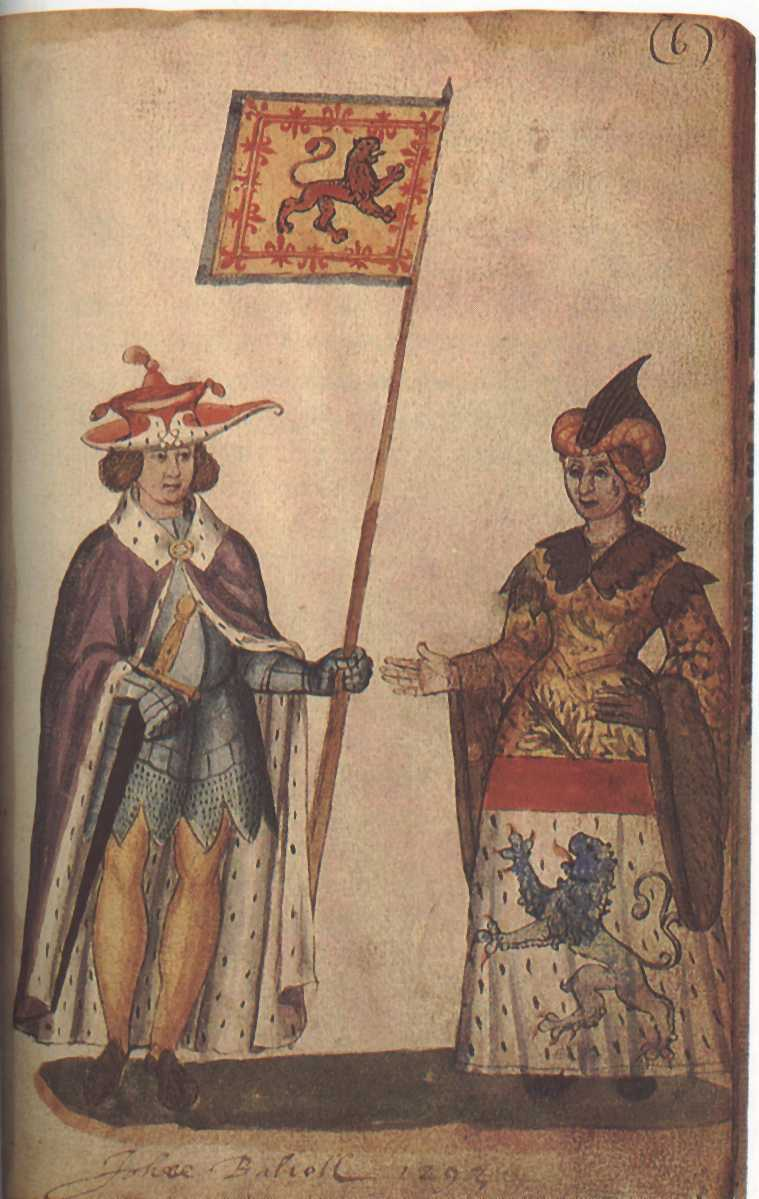
Illustrazione di Giovanni di Scozia e della moglie Isabella de Warenne, ritratta come regina di Scozia. In realtà le scarsissime informazioni su di lei impediscono di stabilire se fosse ancora in vita al momento dell'ascesa del marito, e quindi è incerto se sia mai effettivamente diventata regina

Tra il 1278 e il 1279 dovette certamente recarsi in Francia per prendere possesso dei feudi ancestrali (fra cui la signoria di Bailleul, da cui la famiglia aveva tratto il nome), e quindi giurare fedeltà a re Filippo III. Si sposò, tra il 1279 e il 1281, con Isabella de Warenne, figlia di Giovanni de Warenne, VI conte di Surrey, uno dei più potenti feudatari inglesi; la donna era inoltre cugina di Edoardo I d'Inghilterra, in quanto sua madre Alice di Lusignano ed Enrico III d'Inghilterra erano fratellastri. Il matrimonio tuttavia non gli portò grandi vantaggi, poiché Balliol era profondamente indebitato con la corona inglese, e ciò probabilmente influenzò gran parte della sua condotta. Durante la giovinezza visitò la Francia almeno tre volte: la prima, nel 1282, lo vide fondare una cappella presso Tours-en-Vimeu; la seconda occorse tra la fine del 1283 e l'inizio del 1284, quando ricevette un permesso reale per recarsi oltremare; infine nel 1289 raggiunse Amiens per sbrigare alcuni affari nelle sue tenute.

#### La crisi scozzese

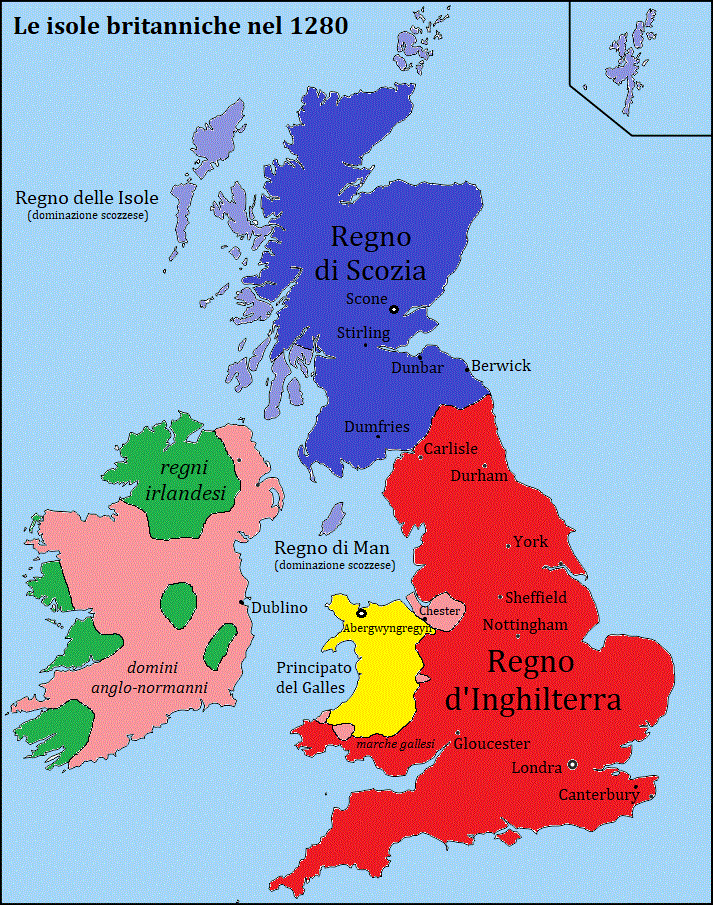
Situazione politica delle isole britanniche nel 1280, alla vigilia delle conquiste di Edoardo I e della crisi scozzese

Quando nel 1286 re Alessandro III di Scozia morì, il parlamento scozzese riconobbe come sua erede la piccola Margherita di Norvegia, nipote di Alessandro in quanto figlia di sua figlia Margherita di Scozia. Furono in molti tuttavia a contestare tale scelta, segnatamente i lontani cugini di Alessandro Robert Bruce, V signore di Annandale e Dervorguilla, madre di John Balliol. La guerra civile in Scozia pareva ormai inevitabile, tanto che i Bruce cominciarono a radunare i propri seguaci a Turnberry, mentre Balliol preferì attendere ulteriori sviluppi.
Il peggio venne tuttavia scongiurato con un accordo: tramite la mediazione di Edoardo I d'Inghilterra, i nobili di entrambe le fazioni riconobbero infine il diritto di Margherita a regnare. In un successivo incontro gli Scozzesi ratificarono la decisione, stabilendo anche il fidanzamento di Margherita col principe Edoardo d'Inghilterra. All'incontro era presente come ambasciatore il suocero di Balliol, Giovanni de Warenne, ed è per questo probabile che vi fosse anche lui.

### La Grande causa

#### Estinzione dei Dunkeld
Anche la piccola Margherita tuttavia morì ad appena sette anni, nel 1290, e ciò scatenò la crisi di successione nota come Grande causa. Numerosi pretendenti si presentarono quindi per reclamare la corona di Scozia; tra questi, anche John Balliol, dopo la morte della madre avvenuta nello stesso periodo. Forte della sua ascendenza legittima e vicina alla dinastia estinta, egli era tra i candidati favoriti per la vittoria, in quanto discendente diretto più prossimo ai defunti Margherita e Alessandro III.
Questa volta gli Scozzesi non furono in grado di scendere a patti, e lo scarso pragmatismo da loro dimostrato spinse Edoardo I d'Inghilterra, bramoso di ottenere una maggiore influenza sulla Scozia, a prendere il controllo della situazione, adducendo come pretesto il giuramento di fedeltà che Alessandro III gli aveva un tempo prestato. Istigato dal vescovo di Saint Andrews e guardiano di Scozia William Fraser, secondo alcuni alleato di Balliol, avrebbe subito voluto recarsi a nord, ma l'improvvisa morte dell'amata moglie Eleonora di Castiglia lo costrinse a rimandare la partenza per commemorarla.
Nonostante i ritardi nelle macchinazioni di Edoardo, gli Scozzesi non furono in grado di venire a capo da soli della crisi di successione. Già il 10 maggio 1291 un'assemblea si era riunita a Norham per tentare di risolvere la situazione, senza tuttavia avere successo. I nobili scozzesi si rivolsero allora direttamente ad Edoardo I, presente all'incontro, chiedendogli di fungere da arbitro e decidere quale tra i vari pretendenti presentasse il reclamo maggiormente valido.

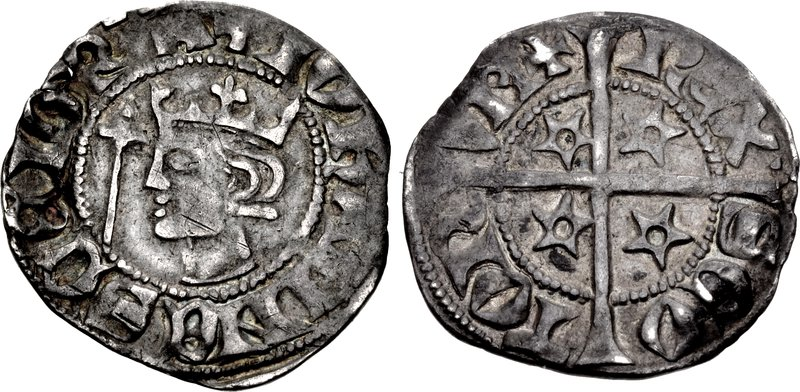
Penny coniato con l'effigie di re Giovanni di Scozia

#### Petizione e incoronazione
Dopo serrate trattative, ma forte della disorganizzazione scozzese, il re d'Inghilterra riuscì a ottenere che tutti i partecipanti alla Grande causa gli giurassero preventivamente fedeltà e lo accettassero come Lord Paramount ("Lord Protettore"). Edoardo convocò una nuova riunione a Berwick-upon-Tweed il 6 giugno 1291, dove tredici candidati presentarono di persona oppure tramite inviati la propria rivendicazione alla corona scozzese. John Balliol comparve per undicesimo davanti ad Edoardo, per poi giurargli nuovamente fedeltà il 15 giugno e presentarsi a perorare la propria causa ancora il 3 agosto successivo. Oltre al re d'Inghilterra, a determinare l'esito della contesa era anche una vasta giuria composta da uomini scelti, oltre che da Edoardo, pure da Bruce e Balliol.
Presto la maggior parte delle candidature venne scartata, lasciando solo quelle dei signori di Annandale e del Galloway. Infine, il 17 novembre 1292, John Balliol venne proclamato vincitore della contesa e nuovo re di Scozia, e tre giorni dopo rinnovò il giuramento di fedeltà a Edoardo. Venne incoronato come Giovanni di Scozia il 30 novembre successivo a Scone, luogo ancestrale d'incoronazione dei sovrani scozzesi; la cerimonia, per ribadire la formale sottomissione ad Edoardo, venne officiata dagli Inglesi Anthony Bek e John de St. John.
La scelta del re inglese era stata dettata non tanto dalla validità del reclamo di Balliol e dalla loro parentela acquisita, quanto piuttosto dalla sua debolezza. Infatti, in confronto ad altri signori scozzesi come Robert Bruce, V signore di Annandale, lo si riteneva il candidato più debole, manovrabile e pronto a piegarsi ai dettami di Londra. Del resto il sovrano inglese non poteva ancora annettere direttamente la Scozia, poiché nel giuramento di fedeltà che gli avevano reso i baroni scozzesi avevano stabilito una clausola per cui, se Edoardo non avesse restituito il dominio del paese al nuovo re, avrebbe dovuto pagare l'esorbitante cifra di 100 000 sterline per finanziare una nuova crociata.

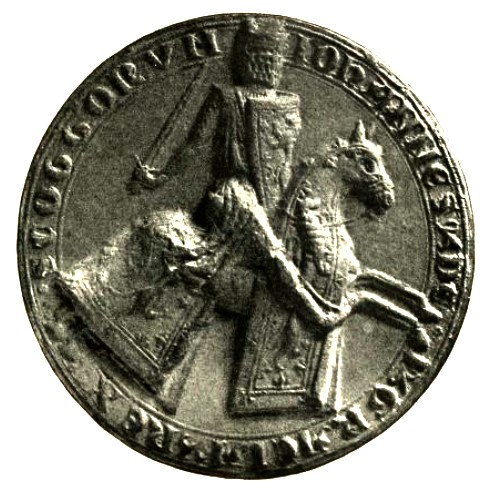
Sigillo di re Giovanni di Scozia in veste di cavaliere

### Il breve regno

#### Un re vassallo
Nonostante la contrarietà di molti scozzesi, che vedevano in ciò un segno di debolezza, il 26 dicembre 1292 Giovanni di Scozia, come in precedenza accordato, rese ancora una volta omaggio a Edoardo I, di fatto rendendo la Scozia uno Stato vassallo del regno d'Inghilterra. Il nuovo sovrano si trovò immediatamente in difficoltà nel proprio ruolo, poiché dalla morte di Alessandro III nel 1286 non c'era più stata alcuna amministrazione centralizzata e le istituzioni scozzesi erano quindi particolarmente deboli; inoltre molti nobili fedeli ai Bruce non riconoscevano la sua autorità, ignorando le sue disposizioni e i suoi proclami.
Approfittando delle prerogative estorte, il re inglese cominciò presto a minare l'autorità di Giovanni. Ad esempio, essendo ormai ufficialmente suo signore feudale, aveva il diritto di insediare suoi uomini di fiducia all'interno dell'amministrazione scozzese, annullare le decisioni prese dal re di Scozia e convocarlo a piacimento presso di sé. Inoltre, dichiarò che ogni causa legale scozzese avrebbe potuto essere presentata a lui anziché a Giovanni. Nonostante all'inizio del 1293 i due sovrani paressero essersi infine accordati sui rispettivi poteri, in realtà Edoardo non aveva alcuna intenzione di allentare il proprio giogo sulla Scozia, come dimostra il fatto che, nel giro di un anno, Giovanni aveva già ricevuto almeno sei citazioni in giudizio dalla corte inglese.
Il caso più eclatante avvenne verso la metà del 1293, quando il nobile McDuff, diseredato dalla sua famiglia, i conti di Fife, si appellò a Edoardo per riottenere l'eredità che riteneva gli spettasse. Il re inglese gli concesse indietro le terre, ma Giovanni si oppose alla restituzione, poiché esse erano ormai detenute dalla Corona di Scozia. Date le insistenze di McDuff, Giovanni lo fece imprigionare; alla sua liberazione alcuni mesi più tardi il nobile presentò un ricorso formale ad Edoardo. Giovanni, convocato quindi al parlamento di Londra, dopo aver tentato invano di temporeggiare venne infine obbligato a difendersi personalmente contro le accuse rivoltegli, venendo infine condannato a risarcire McDuff.

#### Segnali di rivolta
Nel 1294 la guerra tra Inghilterra e Francia pareva ormai imminente. Nel mese di maggio, Edoardo I convocò il parlamento a Londra al fine di ricevere fondi per una prossima spedizione sul continente. Balliol, presente all'incontro, accettò di donare le rendite delle sue terre inglesi al re per i successivi tre anni per aiutare la causa bellica. L'informazione tuttavia, riportata solo dalle cronache inglesi, non è del tutto attendibile, poiché il re di Scozia aveva vasti possedimenti anche in Francia e immischiarsi nella guerra sarebbe stato per lui disastroso.

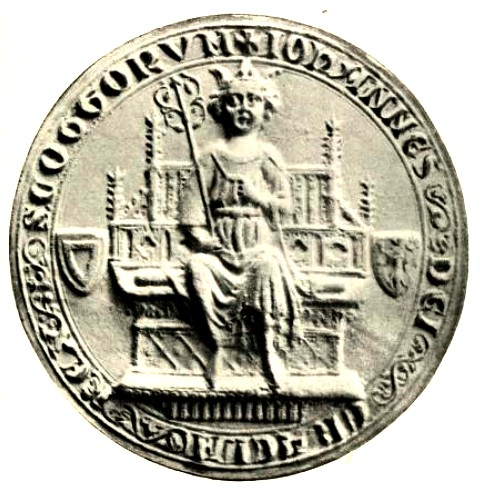
Sigillo di re Giovanni di Scozia assiso in trono

Edoardo I impose allora un embargo contro la Francia, ordinando a Giovanni di fare lo stesso e di fornirgli delle truppe per l'imminente invasione. A fronte di tutte queste angherie, alla fine del 1295 Giovanni decise di non voler più sottostare al suo volere. Radunato il parlamento scozzese, venne decretata la nullità del giuramento di fedeltà precedentemente reso ad Edoardo I, poiché ritenuto estorto tramite la minaccia della forza. Vennero inoltre inviati ambasciatori da re Filippo IV di Francia per sancire un patto in funzione anti-inglese. L'intesa, suggellata con il fidanzamento tra la nipote di Filippo Isabella d'Angiò e l'erede di Giovanni Edoardo, sarebbe passata alla storia come Auld Alliance ("Vecchia Alleanza"), poiché durò anche nei secoli successivi e coalizzò Scozia e Francia contro il loro nemico comune. Infine papa Bonifacio VIII, con cui Edoardo I stava entrando sempre più in contrasto per il controllo della Chiesa inglese, aiutò Balliol dichiarando nullo il suo precedente giuramento di fedeltà.
Giovanni, ormai sottomesso alla fazione anti-inglese della sua corte ed estromesso dalla maggior parte del potere effettivo dal neo-costituito Consiglio dei Dodici, un gruppo di nobili associatisi per governare il regno in suo nome, mandò quindi un ambasciatore a sud per comunicare le delibere del parlamento scozzese. Edoardo, intuendo che ciò costituiva il preludio a un'aperta ribellione, giurò vendetta nei confronti di Giovanni e si preparò subito alla guerra. Innanzitutto convocò presso di sé il re di Scozia perché rispondesse dei suoi "crimini"; quando egli non si presentò, dispose il sequestro di tutti i beni e le terre che Balliol aveva in Inghilterra, decretando anche la sua deposizione dal trono scozzese. Per insidiare la Scozia anche dall'interno, il re inglese si accordò con Robert Bruce, VI signore di Annandale, figlio del vecchio rivale di Balliol, garantendogli che se lui e i suoi seguaci non lo avessero sostenuto durante la guerra imminente, allora Edoardo l'avrebbe appoggiato nella sua pretesa al trono.

#### Ribellione e disfatta di Dunbar
(Edoardo I giura vendetta contro Giovanni di Scozia.)
Alla fine Giovanni di Scozia, nonostante la sua scarsa autorità, decise di ribellarsi apertamente ad Edoardo I, facendo così scoppiare la prima guerra d'indipendenza scozzese. Dopo tentativi fallimentari di invadere il Cumberland e il Northumberland, gli Scozzesi si trovarono ben presto sulla difensiva. Edoardo I, dopo essersi assicurato l'appoggio del clan Bruce e dei suoi seguaci, che o si arresero in massa o combatterono per lui, invase direttamente la Scozia.
I primi scontri avvennero a Berwick, l'unico vero porto di cui disponeva la Scozia, che già alla fine del 1295 era stato attaccato da una flotta inglese; la città cadde dopo ripetuti assalti nel marzo 1296 e l'esercito inglese, guidato dallo stesso Edoardo I, la saccheggiò e ne massacrò gli abitanti, ripopolandola poi con coloni inglesi del Northumberland. In risposta Giovanni ordinò l'espulsione di tutti gli inglesi dal regno di Scozia, ma si trattava di una mossa ormai tardiva e dalle limitate prospettive di successo.
L'esercito inglese invase allora il Lothian e cinse d'assedio il castello di Dunbar, tenuto dalla nobile Marjory Comyn, leale a Balliol a differenza del marito Patrick Dunbar, VIII conte di March. La donna, non in grado di resistere a un assedio prolungato, chiese aiuto al re di Scozia, che accorse con le poche forze a sua disposizione; così, il 27 aprile 1296, il re affrontò gli Inglesi, guidati dal suocero Giovanni de Warenne, alla battaglia di Dunbar.
Lo scontro si risolse in un disastro per gli Scozzesi, poco coesi e addestrati, che vennero sonoramente sconfitti (anche se lo scontro fu di entità relativamente minore). Le poche forze di cui disponeva il re vennero disperse, e tra tutti i clan scozzesi solo i Comyn, irriducibili avversari dei Bruce, gli rimasero fedeli.

#### Abdicazione

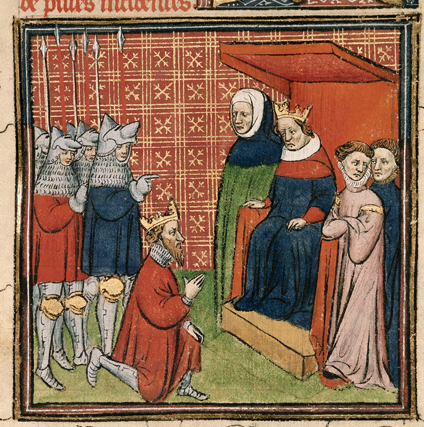
Giovanni di Scozia s'inginocchia ad Edoardo I d'Inghilterra in una miniatura del Grandes Chroniques de France (XIV secolo)

Dopo una breve quanto futile resistenza Giovanni di Scozia, abbandonato anche dai Comyn, si arrese ad Edoardo. Dapprima riuscì a trattare col suocero e col vescovo Bek, ottenendo un nuovo titolo in Inghilterra in cambio dell'abdicazione, ma Edoardo ritenne questi termini troppo generosi e spinse per una resa incondizionata.
Giovanni di Scozia rinunciò infine alla corona il 10 luglio 1296 al castello di Brechin. Durante una solenne cerimonia Giovanni consegnò tutte le sue insegne regali nelle mani di Edoardo, mentre il leone rampante, stemma dei re scozzesi, gli fu strappato dalla sopravveste; a causa di ciò, da allora in poi Giovanni venne soprannominato Toom Tabard (in gaelico scozzese "veste vuota"). Il suo regno era durato poco più di tre anni e mezzo.

### Prigionia, esilio e morte
Giovanni di Scozia e suo figlio Edoardo vennero presi prigionieri e inviati in Inghilterra. L'ex-re venne incarcerato nella Torre di Londra, poiché nel frattempo la rivolta scozzese, capitanata da William Wallace, aveva ripreso terreno dopo la disfatta inglese di Stirling Bridge. Wallace agiva in nome di Giovanni, in quanto il re di Scozia, per quanto deposto, rimaneva sempre un'utile merce di scambio e permetteva di fomentare l'indipendentismo scozzese. Infine, Giovanni era ancora riconosciuto da molte altre potenze, segnatamente la Francia e il Papato.
Tuttavia, con la caduta in disgrazia di Wallace dopo la battaglia di Falkirk e la stagnazione del conflitto, l'ex-re perse rapidamente d'importanza. Giovanni di Scozia venne infine liberato nel luglio del 1299 grazie alla mediazione di Bonifacio VIII, a condizione che rinunciasse solennemente ad ogni pretesa sulla Scozia e abbandonasse le isole britanniche per recarsi in esilio nei suoi possedimenti nel regno di Francia, più precisamente in Piccardia. Balliol fu allora lasciato in custodia al nunzio apostolico e vescovo di Vicenza Rinaldo da Concorezzo, di cui formalmente rimase ancora prigioniero per un breve periodo.
Poiché la sua abdicazione era stata ottenuta sotto costrizione, per gli anni immediatamente successivi i ribelli scozzesi sostennero di agire ancora in nome di re Giovanni, e nel 1301 era ancora definito "re" dalle autorità francesi. Tali pretese divennero tuttavia sempre più inconsistenti, anche a causa della totale inattività di Balliol, finché nel 1306 nessuno si oppose all'ascesa di Robert Bruce al trono di Scozia.
Balliol, ormai privo di sostenitori e in compagnia del solo figlio Edoardo, rimase nelle tenute familiari ancestrali in Piccardia fino alla propria morte, avvenuta in una data imprecisata tra il 1313 e il 1315, venendo poi probabilmente sepolto nella locale chiesa di St. Waast. Il preciso luogo del suo decesso è incerto: alcune fonti riportano che spirò nello storico castello di Gaillard, al tempo di sua proprietà; altre invece ne collocano il trapasso nel castello di Hélicourt, oggi non più esistente, oppure ancora a Bailleuil, luogo d'origine della famiglia Balliol.

## Discendenza
Dal matrimonio tra Giovanni e Isabella nacquero almeno due figli:
- Edoardo (circa 1283-1367), pretendente al trono di Scozia;
- Enrico (?-1332).

Le informazioni sul secondogenito Enrico Balliol sono molto scarse, ed egli è citato, spesso indirettamente, solo da alcune fonti. È nota per certo solo la data della sua morte, avvenuta il 16 dicembre 1332 in combattimento durante la battaglia di Annan. Di un'ulteriore figlia femmina talvolta citata non si conosce il nome, e la sua esistenza è stata messa in dubbio.

## Ascendenza
|                          |                      |                              | Genitori             |  |  | Nonni |  |  | Bisnonni           |  |  | Trisnonni          |  |
|                          |                      |                              |                      |  |  |       |  |  | Eustace de Balliol |  |  | Bernard de Balliol |  |
|                          |                      |                              |                      |  |  |       |  |  | Eustace de Balliol |  |  | Bernard de Balliol |  |
|                          |                      | Agnes de Pinkney             |                      |  |  |       |  |  | Eustace de Balliol |  |  |                    |  |
| Hugh de Balliol          |                      |                              |                      |  |  |       |  |  | Eustace de Balliol |  |  |                    |  |
|                          |                      | Petronilla, vedova FitzPiers | …                    |  |  |       |  |  |                    |  |  |                    |  |
|                          |                      | Petronilla, vedova FitzPiers | …                    |  |  |       |  |  |                    |  |  |                    |  |
|                          |                      | Petronilla, vedova FitzPiers | …                    |  |  |       |  |  |                    |  |  |                    |  |
| John de Balliol          |                      | Petronilla, vedova FitzPiers |                      |  |  |       |  |  |                    |  |  |                    |  |
|                          |                      | Aléaume de Fontaines         | …                    |  |  |       |  |  |                    |  |  |                    |  |
|                          |                      | Aléaume de Fontaines         | …                    |  |  |       |  |  |                    |  |  |                    |  |
|                          |                      | Aléaume de Fontaines         | …                    |  |  |       |  |  |                    |  |  |                    |  |
| Cecily de Fontaines      |                      | Aléaume de Fontaines         |                      |  |  |       |  |  |                    |  |  |                    |  |
|                          |                      | Laure de Saint-Valéry        | …                    |  |  |       |  |  |                    |  |  |                    |  |
|                          |                      | Laure de Saint-Valéry        | …                    |  |  |       |  |  |                    |  |  |                    |  |
|                          |                      | Laure de Saint-Valéry        | …                    |  |  |       |  |  |                    |  |  |                    |  |
| Giovanni di Scozia       |                      | Laure de Saint-Valéry        |                      |  |  |       |  |  |                    |  |  |                    |  |
|                          | Lochlann di Galloway | Uhtred di Galloway           |                      |  |  |       |  |  |                    |  |  |                    |  |
|                          | Lochlann di Galloway | Uhtred di Galloway           |                      |  |  |       |  |  |                    |  |  |                    |  |
|                          | Lochlann di Galloway | Gunhilda di Dunbar           |                      |  |  |       |  |  |                    |  |  |                    |  |
| Alan di Galloway         | Lochlann di Galloway |                              |                      |  |  |       |  |  |                    |  |  |                    |  |
|                          |                      | Elena de Morville            | Richard de Morville  |  |  |       |  |  |                    |  |  |                    |  |
|                          |                      | Elena de Morville            | Richard de Morville  |  |  |       |  |  |                    |  |  |                    |  |
|                          |                      | Elena de Morville            | Hawise di Lancaster  |  |  |       |  |  |                    |  |  |                    |  |
| Dervorguilla di Galloway |                      | Elena de Morville            |                      |  |  |       |  |  |                    |  |  |                    |  |
|                          |                      | Davide di Huntingdon         | Enrico di Scozia     |  |  |       |  |  |                    |  |  |                    |  |
|                          |                      | Davide di Huntingdon         | Enrico di Scozia     |  |  |       |  |  |                    |  |  |                    |  |
|                          |                      | Davide di Huntingdon         | Ada de Warenne       |  |  |       |  |  |                    |  |  |                    |  |
| Margherita di Huntingdon |                      | Davide di Huntingdon         |                      |  |  |       |  |  |                    |  |  |                    |  |
|                          |                      | Matilda di Chester           | Ugo di Kevelioc      |  |  |       |  |  |                    |  |  |                    |  |
|                          |                      | Matilda di Chester           | Ugo di Kevelioc      |  |  |       |  |  |                    |  |  |                    |  |
|                          |                      | Matilda di Chester           | Bertrada di Montfort |  |  |       |  |  |                    |  |  |                    |  |
|                          |                      | Matilda di Chester           |                      |  |  |       |  |  |                    |  |  |                    |  |

## Rilevanza storica
Nonostante il breve lasso di tempo durante il quale John Balliol detenne il potere, la sua condotta e le sue decisioni influenzarono tutta la successiva storia scozzese. La sua arrendevolezza nei confronti di Edoardo I diede infatti a lui e ai suoi successori il pretesto per tentare periodicamente di reclamare il dominio sulla Scozia. Nonostante la precoce sconfitta, la ribellione di Balliol fu solo il primo atto della prima guerra d'indipendenza scozzese, che avrebbe mantenuto il paese nel caos per i successivi trent'anni, decretando infine l'ascesa di Robert Bruce, ancora oggi simbolo dell'indipendenza scozzese. Altro lascito duraturo del regno di Giovanni fu l'Auld Alliance, l'alleanza militare tra Scozia e Francia perdurata fino al 1560 e formalmente mai conclusa.

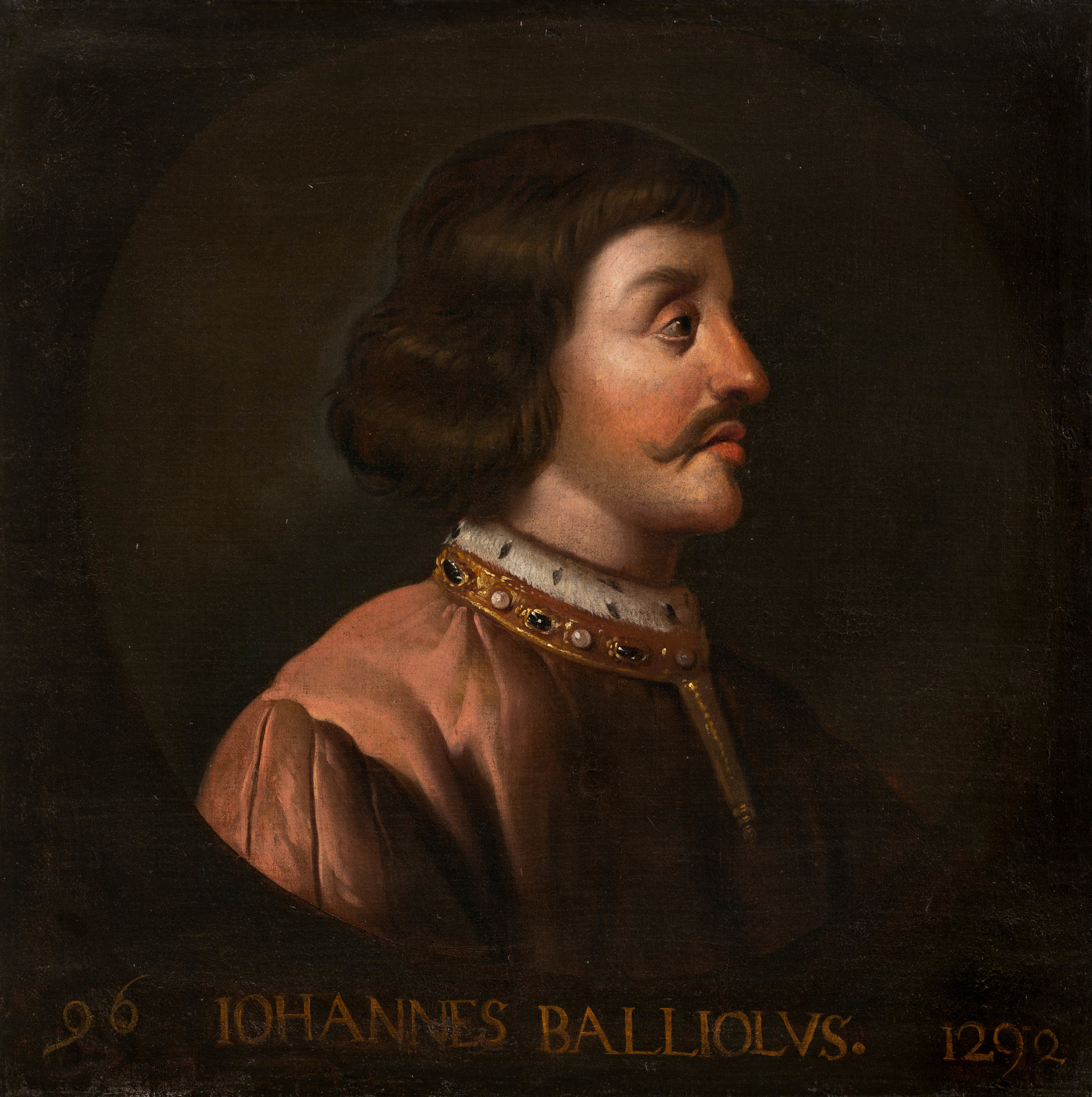
Giovanni di Scozia immaginato da Jacob de Wet II (Royal Collection, fine XVII secolo)

Al di là delle responsabilità inglesi, il conflitto si trasformò ben presto in una guerra civile, permettendo ai clan scozzesi di risolvere con la violenza le loro faide interne, trascinatesi latenti per tutto il XIII secolo. In particolare il clan Comyn, sostenitore di Giovanni di Scozia, ne risentì: esso, come gli altri filo-Balliol, fu ostracizzato dal resto della società scozzese, venendo bollato di infamia e tradimento e privato, pochi anni più tardi, delle terre e dei titoli più importanti.
Giovanni di Scozia, ritenuto il diretto responsabile dei decenni di guerra e miseria della Scozia, conservò quindi una fama prevalentemente negativa, tanto che quando il principe John Stewart ascese al trono nel 1390 fu costretto a cambiare il proprio nome per evitare di divenire Giovanni II di Scozia, scegliendo piuttosto come nome regale Roberto III per non richiamare la memoria dell'odiato Balliol.
Durante la seconda guerra d'indipendenza scozzese, suo figlio Edoardo Balliol tentò di reclamare la corona di Scozia proprio tramite la pretesa ereditata dal padre, rafforzandone ulteriormente la pessima nomea. Durante il dominio dei monarchi della dinastia Bruce e dei successori Stewart, Giovanni fu bersaglio di un'estesa propaganda diffamatoria, messa in atto soprattutto dai cronachisti al servizio dei monarchi scozzesi come Giovanni di Fordun e Walter Bower, volta ad infangarne ulteriormente la memoria come contraltare agli eroi nazionali William Wallace e Robert Bruce.
Solo a partire dall'età moderna la sua figura è stata parzialmente rivalutata, in funzione del suo tentativo (pur fallito) di emanciparsi dall'autoritario Edoardo I e di riaffermare l'indipendenza della Scozia. Oggi Giovanni Balliol viene quindi in prevalenza visto non come un traditore o un codardo, ma piuttosto come una vittima di eventi molto più grandi di lui impreparata ad affrontarli.

## Influenza culturale
La travagliata parentesi al potere di Giovanni di Scozia ha ispirato alcuni autori moderni, in particolare in campo teatrale e cinematografico. È innanzitutto il caso di John Balliol. An Historical Drama. In Five Acts, un'opera del 1825 curata da William Tennant è dedicata alla vita del sovrano.
Va inoltre citato un personaggio di nome Balliol, interpretato dall'attore inglese Bernard Horsfall, che compare nella pellicola di Mel Gibson che vinse il premio Oscar nel 1996, Braveheart - Cuore impavido. Il film, in gran parte frutto della fantasia del regista, si concentra sulle vicende dell'eroe nazionale scozzese William Wallace, mentre sul personaggio di nome Balliol non vengono compiuti grandi approfondimenti, in quanto lo si presenta semplicemente come un pretendente alla corona scozzese. È possibile che la sua personalità sia stata vagamente basata su Giovanni di Scozia, malgrado nella realtà storica Balliol si trovasse prigioniero in Francia all'epoca in cui avvennero le vicende su cui si concentra la pellicola.

### Annotazioni
1. ↑  Balfour Paul lo considera come il primogenito (Cfr. Balfour Paul 1904, p. 7), mentre invece Dunbar, Prestwich e Beam affermano che fosse il minore di quattro fratelli e più anziano sopravvissuto (Cfr. Dunbar 1906, p. 115, Prestwich 1988, p. 371 e Beam 2021, Chapter Three - 'He who shall be king...'); Mackay invece riporta che i fratelli fossero solo tre, con John sempre il minore (Cfr. Mackay 1885, p. 66).
2. ↑  Il periodo della sua nascita è approssimativamente ricavabile proprio tramite il matrimonio, quando aveva circa trent'anni (Cfr. Dunbar 1906, p. 115); Richard Oram invece sostiene che il matrimonio ebbe luogo nel 1283 (Cfr. Oram 2011, p. 113).
3. ↑  La data di morte della madre permette di risalire indirettamente a quella di nascita del figlio, poiché pare che Balliol avesse allora quarant'anni. Cfr. (EN) 4-B: Kings of Scotland 1292-1296, 1332/1336, su Scotland Kings, fmg.ac. URL consultato il 25 marzo 2023. e Mackay 1885, p. 66.
4. ↑  Pare che, appellandosi heres regni Scotiae ("erede del regno di Scozia"), già nel 1290 stesse vendendo i manieri di confine scozzesi alla diocesi di Durham. Cfr. Mackay 1885, p. 66 e Oram 2011, p. 114.
5. ↑  Pare che il 2 giugno 1291, giorno dell'accettazione, l'unico pretendente a non presentarsi fu proprio Balliol, che voleva evitare di compromettersi giurando subito fedeltà ad Edoardo. Tuttavia, di fronte all'unanime sottomissione degli avversari, fu costretto a presentarsi anch'egli il giorno successivo e a fare lo stesso. Cfr. Dalrymple 1776, p. 203 e Mackay 1885, p. 67.
6. ↑  Per Chambers e Thomson la proclamazione avvenne il 19 novembre. Cfr. Chambers e Thomson 1857, p. 118.
7. ↑  Balfour Paul sostiene che l'incoronazione di Balliol avvenne lo stesso giorno della proclamazione, ovvero il 17 novembre. Cfr. Balfour Paul 1904, p. 7.
8. ↑  Promessa poi disattesa da Edoardo, che intendeva invece annettere tutto il paese (Cfr. Fordun, p. 319, Dalrymple 1776, p. 239 e Prestwich 1988, p. 476). Giovanni di Fordun identifica erroneamente Robert Bruce VI col padre, che allo scoppio della guerra era già morto, avendo comunque rinunciato ad ogni titolo e reclamo dopo la fine della Grande Causa.
9. ↑  Per Fordun la resa di Balliol avvenne invece al castello di Montrose. Cfr. Fordun, p. 320.

### Riferimenti
1. ↑   Giovanni de Baliol re di Scozia, in Treccani.it – Enciclopedie on line, Roma, Istituto dell'Enciclopedia Italiana.
2. 1 2 3 4 5 6 7 8 9 10  (EN) 4-B: Kings of Scotland 1292-1296, 1332/1336, su Scotland Kings, fmg.ac. URL consultato il 25 marzo 2023.
3. 1 2 3 4 5 6  Prestwich 1988, p. 371.
4. ↑  Prestwich 1988, p. 301.
5. 1 2 3 4 5 6 7  Beam 2021, Introduction - The Political Ambitions and Influences of the Balliol Dynasty.
6. 1 2 3 4 5 6  Balfour Paul 1904, p. 7.
7. ↑  Mackay 1885, p. 66.
8. 1 2 3  Chambers e Thomson 1857, p. 120.
9. 1 2  Dunbar 1906, p. 115.
10. 1 2 3 4  Oram 2011, p. 113.
11. 1 2 3 4 5 6 7 8  (EN) Kristen Conrad, John of Scotland, su it.findagrave.com. URL consultato il 25 marzo 2023.
12. 1 2  Chambers e Thomson 1857, p. 116.
13. 1 2 3 4  Beam 2021, Chapter One - The 'Treasured Pile'.
14. ↑  Dunbar 1906, p. 113.
15. ↑  Dalrymple 1776, p. 196.
16. 1 2 3 4 5 6  MacLean 1970, p. 35.
17. 1 2 3  Chambers e Thomson 1857, p. 117.
18. 1 2 3 4 5 6 7 8  Beam 2021, Chapter Three - 'He who shall be king...'.
19. 1 2 3 4 5 6 7 8 9 10 11 12  (EN) John Balliol and Edward I, su bbc.co.uk. URL consultato il 31 marzo 2023.
20. ↑  Oram 2011, p. 114.
21. 1 2  Prestwich 1988, p. 358.
22. 1 2  Fordun, p. 312.
23. 1 2 3 4  Fordun, p. 314.
24. ↑  Davies 2007, p. 307.
25. 1 2  King e Etty 2015, p. 14.
26. ↑  Oram 2011, pp. 114-115.
27. ↑  Prestwich 1988, p. 362.
28. 1 2 3 4  Mackay 1885, p. 67.
29. ↑  Dalrymple 1776, pp. 197-198.
30. ↑  Dalrymple 1776, p. 198.
31. 1 2 3  Dunbar 1906, p. 111.
32. 1 2 3 4  Eco 2010, p. 83.
33. ↑  Prestwich 1988, p. 364.
34. ↑  Dalrymple 1776, pp. 199-202.
35. 1 2 3  Chambers e Thomson 1857, p. 118.
36. ↑  Terry 2013, p. 41.
37. ↑  Dunbar 1906, p. 112.
38. ↑  Dalrymple 1776, p. 207.
39. ↑  Dunbar 1906, p. 116.
40. ↑  Dalrymple 1776, p. 205.
41. ↑  Prestwich 1988, p. 366.
42. 1 2  Prestwich 1988, p. 367.
43. 1 2  Terry 2013, p. 43.
44. 1 2  Mackay 1885, p. 68.
45. ↑  Dalrymple 1776, p. 221.
46. ↑  Dalrymple 1776, p. 222.
47. 1 2  Oram 2011, p. 115.
48. 1 2  Prestwich 1988, p. 370.
49. 1 2 3 4 5 6 7  Terry 2013, p. 44.
50. 1 2  Prestwich 1988, p. 369.
51. 1 2  Davies 2007, p. 338.
52. 1 2  Pirenne 2012, p. 432.
53. ↑  Dalrymple 1776, pp. 222-223.
54. 1 2 3  Prestwich 1988, p. 372.
55. 1 2  Fordun, p. 315.
56. ↑  Dalrymple 1776, p. 224.
57. ↑  Dalrymple 1776, p. 225.
58. ↑  Dalrymple 1776, p. 226.
59. 1 2  Dalrymple 1776, p. 227.
60. ↑  Dalrymple 1776, pp. 230-231.
61. ↑  Dalrymple 1776, pp. 232-233.
62. 1 2 3 4 5 6 7 8  Mackay 1885, p. 69.
63. ↑  Dalrymple 1776, p. 233.
64. 1 2 3 4  Fordun, p. 316.
65. 1 2 3 4 5 6 7  Chambers e Thomson 1857, p. 119.
66. ↑  Oram 2011, pp. 115-116.
67. 1 2 3  Dalrymple 1776, p. 237.
68. ↑  Fordun, pp. 316-317.
69. ↑  Prestwich 1988, p. 373.
70. 1 2 3  Fordun, p. 317.
71. 1 2 3  Dalrymple 1776, p. 236.
72. 1 2 3 4  MacLean 1970, p. 36.
73. 1 2 3 4 5 6  Oram 2011, p. 116.
74. 1 2  Fordun, p. 318.
75. ↑  Dalrymple 1776, pp. 233-234, 239-240.
76. 1 2 3 4  Fordun, p. 319.
77. 1 2  Dalrymple 1776, p. 238.
78. 1 2  Prestwich 1988, p. 473.
79. ↑  Dalrymple 1776, p. 239.
80. 1 2 3 4 5 6  Fordun, p. 320.
81. ↑  Dunbar 1906, pp. 116, 119.
82. ↑  Dalrymple 1776, p. 240.
83. 1 2 3  Dunbar 1906, p. 117.
84. 1 2 3 4 5 6 7 8 9  Mackay 1885, p. 70.
85. ↑  Dalrymple 1776, p. 253.
86. ↑  Dalrymple 1776, pp. 253, 264.
87. 1 2 3  Chambers e Thomson 1857, p. 121.
88. ↑  Prestwich 1988, pp. 396, 490.
89. ↑  Dalrymple 1776, p. 264.
90. ↑  Dalrymple 1776, pp. 264-265.
91. ↑  Dalrymple 1776, p. 271.
92. ↑  Prestwich 1988, p. 496.
93. ↑  Dunbar 1906, pp. 117-118.
94. ↑  Dunbar 1906, p. 118.
95. ↑  Davies 2007, pp. 337-338.
96. ↑  Dalrymple 1776, p. 241.
97. 1 2  Oram 2011, p. 117.
98. ↑  (EN) William Tennant in "Biographical Dictionary of Eminent Scotsmen" by William Chambers, su electricscotland.com. URL consultato il 27 aprile 2022.
99. ↑   Cast Braveheart - Cuore impavido, su MYmovies.it. URL consultato il 5 febbraio 2023 (archiviato il 14 gennaio 2023).